# Muhammad Abd al-Aziz Badr
Muhammad Abd al-Aziz Badr (arab. محمد عبدالعزيز بدر; ur. 13 października 1929) – egipski zapaśnik walczący przeważnie w stylu wolnym. Olimpijczyk z Helsinek 1952, gdzie zajął siedemnaste miejsce w wadze lekkiej do 67 kg.
Wicemistrz igrzysk panarabskich w 1953. Srebrny medalista igrzysk śródziemnomorskich w 1951; piąty w 1955 roku.